# Meriola foraminosa
Meriola foraminosa is een spinnensoort uit de familie van de Trachelidae.
De wetenschappelijke naam van de soort werd in 1891 als Trachelas foraminosus gepubliceerd door Eugen von Keyserling.